# Ущелина Трінка
Ущелина Трінка (рум. Defileul Trinca) — пам'ятка природи геологічного або палеонтологічного типу в Єдинецькому районі Молдови. Розташована на південний захід від села Трінка, в долині річки Драбища. Має площу 70 га відповідно до Закону про заповідні території або 58.3 га згідно з останніми вимірюваннями. Об'єкт перебуває у віданні мерії комуни Трінка.

## Опис
Ця ущелина утворилася внаслідок дії річки Драбища на баденсько-волинський вапняковий риф. У результаті виходить долина довжиною бл. 500 м, ширина 250 м і глибиною бл. 40 м, обрамлена скелястими стінами, місцями стрімкими. Разом з ущелинами Бурланешть і Фетешть утворює природний комплекс Трінка-Фетешть-Бурланешть у басейні річки Драбища.
На схилах ущелини розташовано кілька печер, три з яких могли бути місцями давніх мисливців. Через специфічну діяльність мешканців печери рясніють скелетними останками впольованих тварин: в одній з печер виявлено понад 440 скелетних останків 15 особин ведмедя, в іншій піднято на поверхню близько 383 останки з 15 види ссавців.

## Статус захисту
Постановою Ради Міністрів Молдовської РСР від 08.01.1975 № 5 об'єкт взято під охорону держави. , а статус охорони підтверджено Законом від 25 лютого 1998 року № 1538 про фонд природних територій, що охороняються державою. Землевласником пам’ятки природи є мерія комуни Бурланешть.
Об’єкт має мальовниче, пізнавальне, просвітницьке та екотуристичне значення та становить інтерес для дослідників геологічної історії, фауни, палеогеографії та людського суспільства даної території.
Станом на 2016 рік природна територія не має інформаційного щита та маркерів, що розмежовують заповідну територію. Для покращення збереження рекомендовано заборонити видобуток вапняку в заповідній зоні та ліквідувати ями для спалювання вапняку.

## Галерея зображень

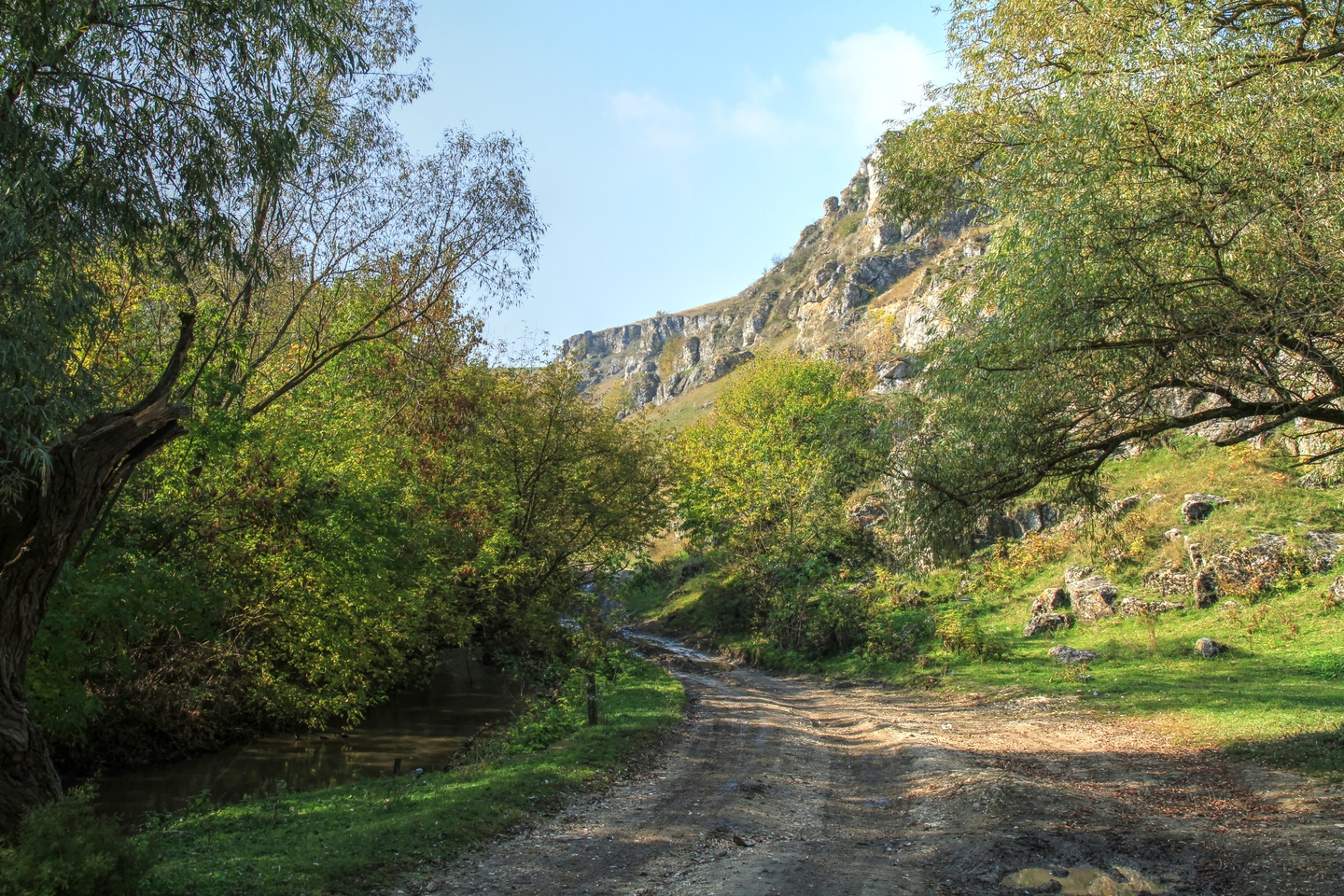
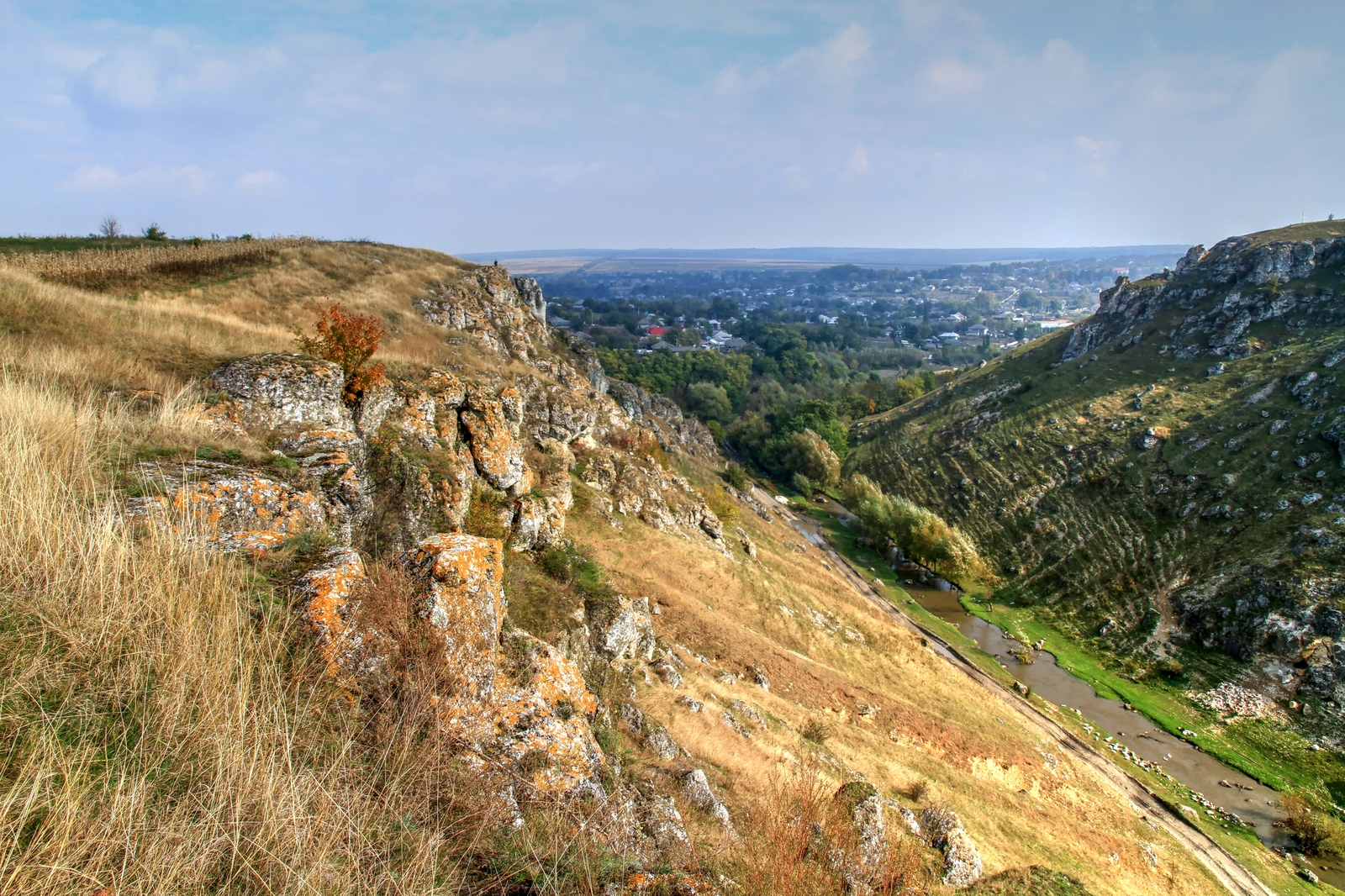
Вид на Тринку
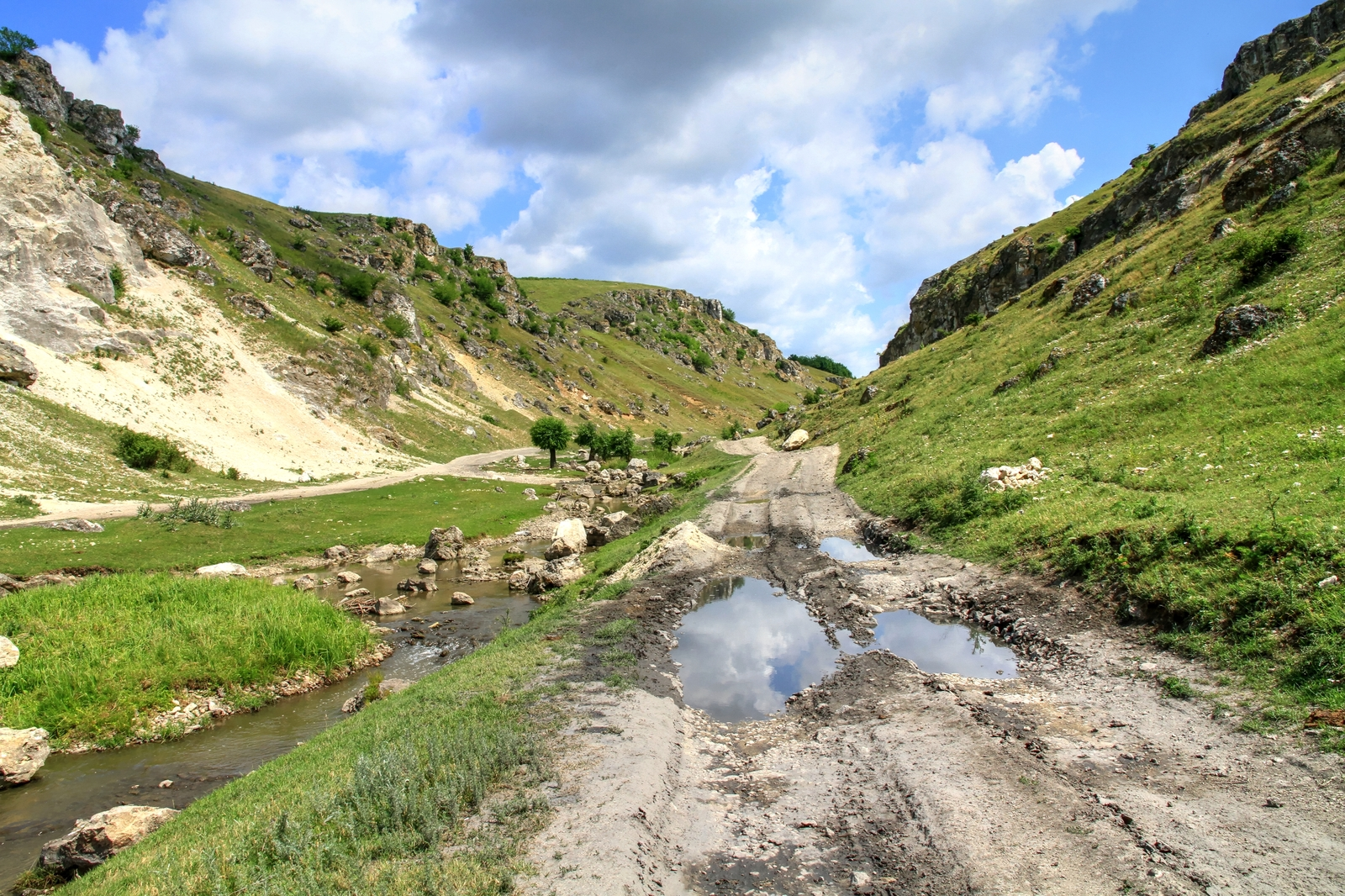
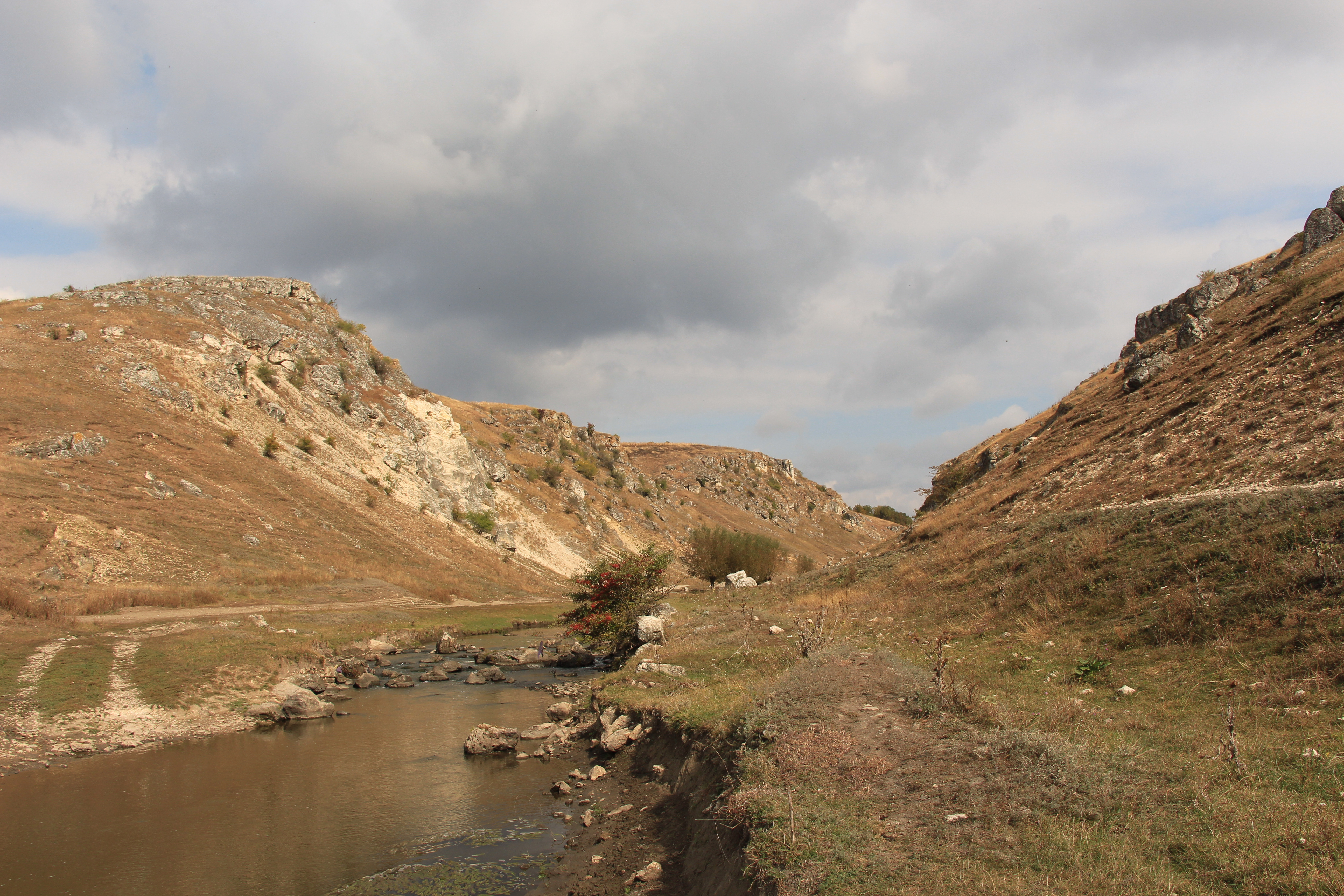
Річка Драбища в ущелині
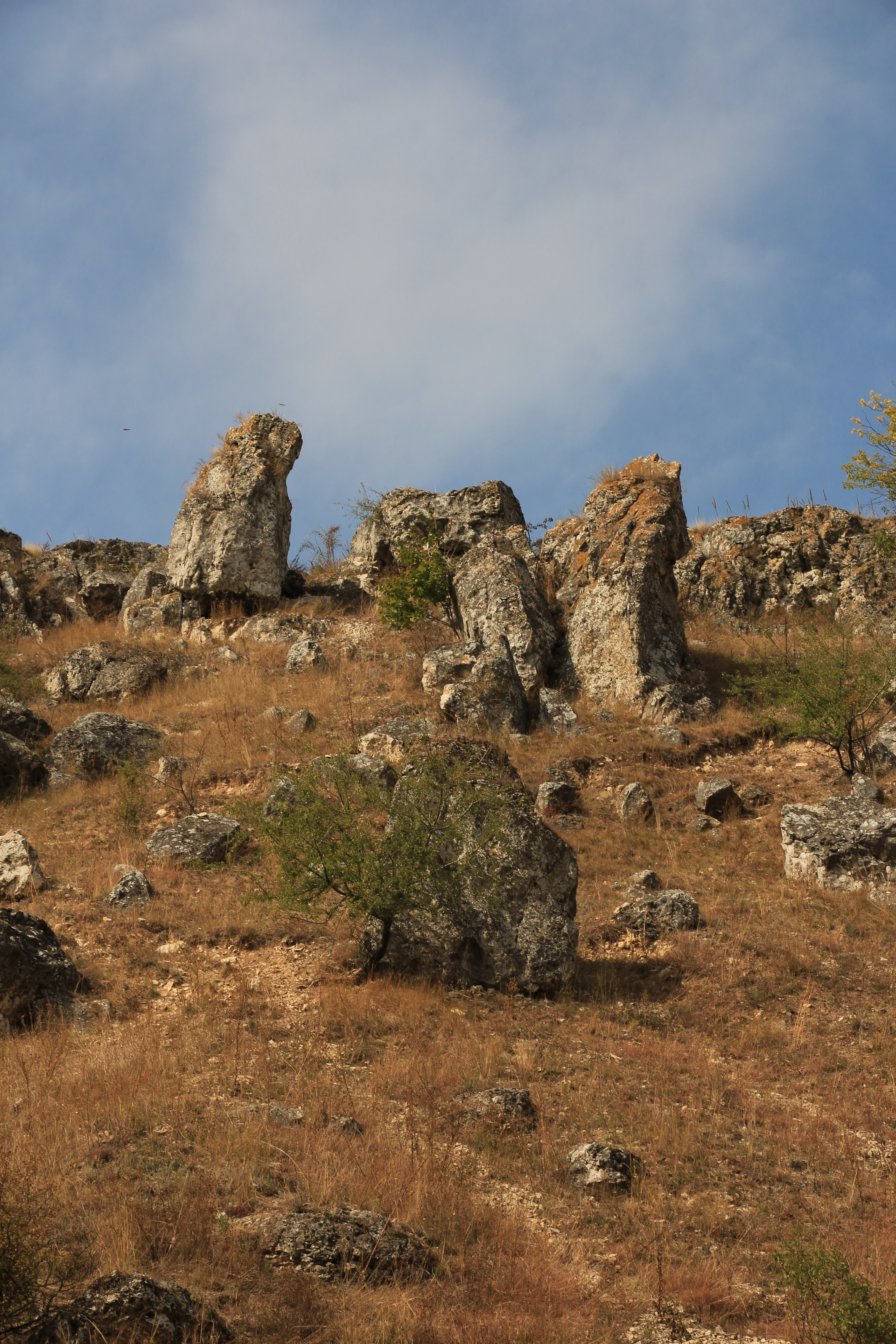
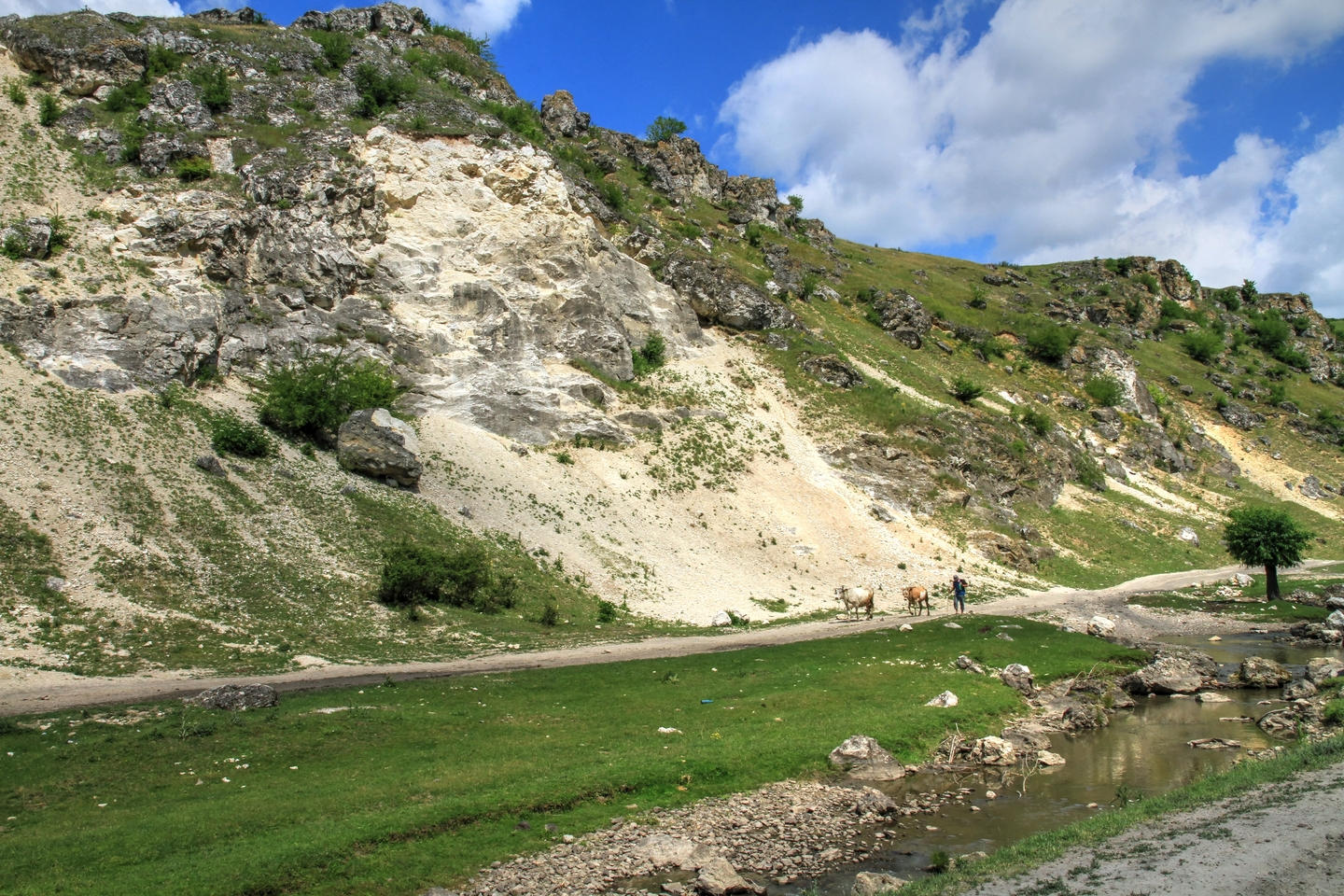
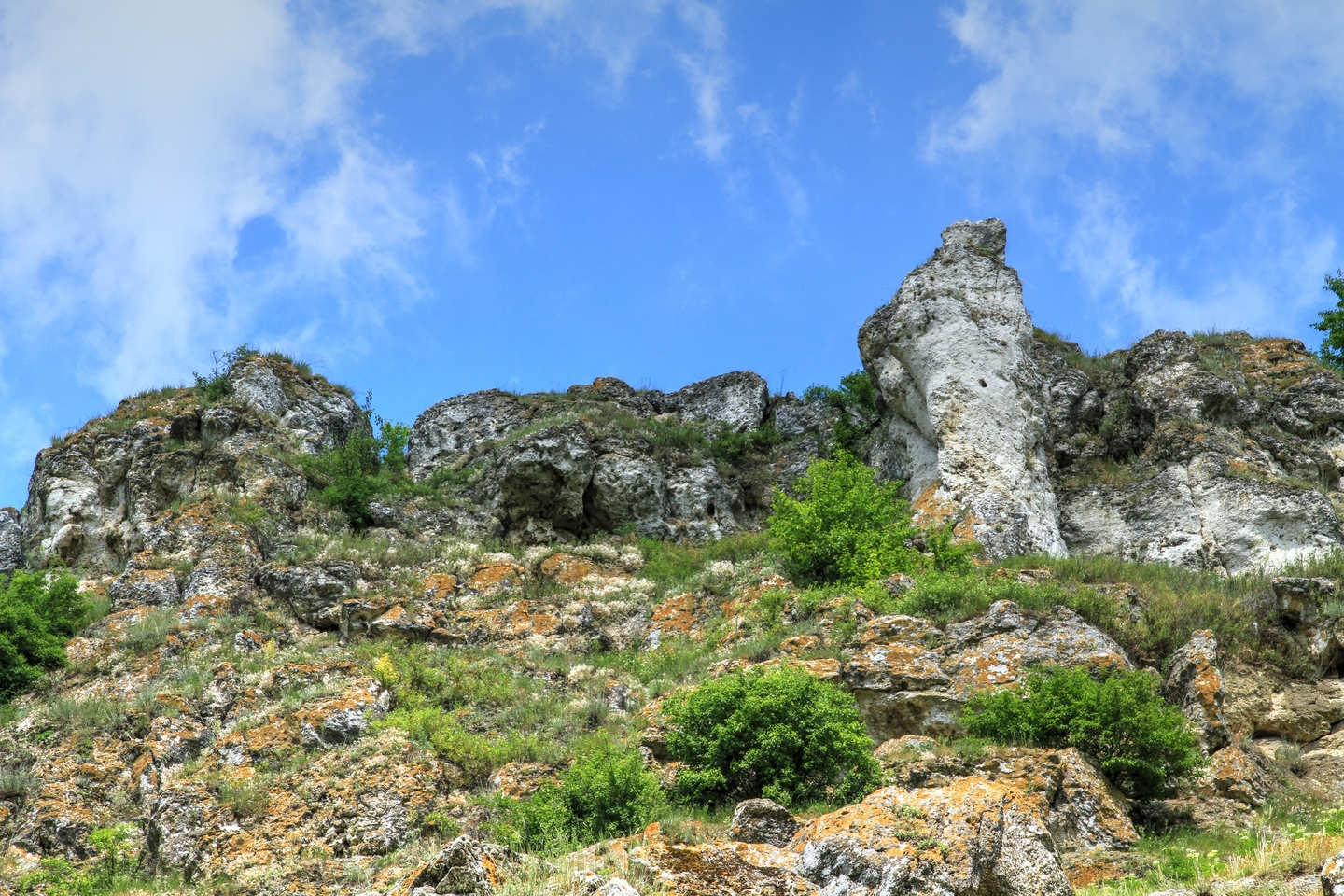
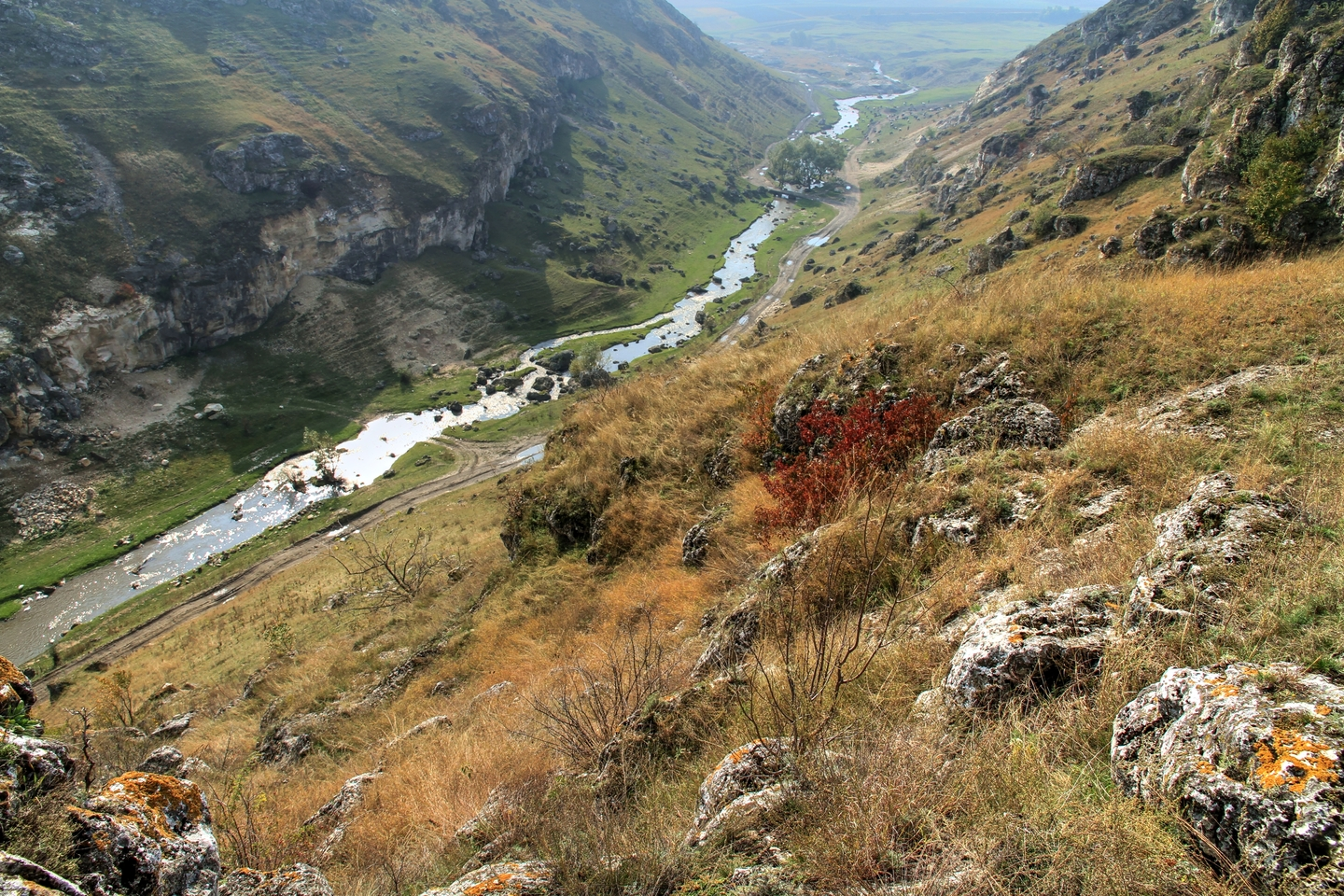
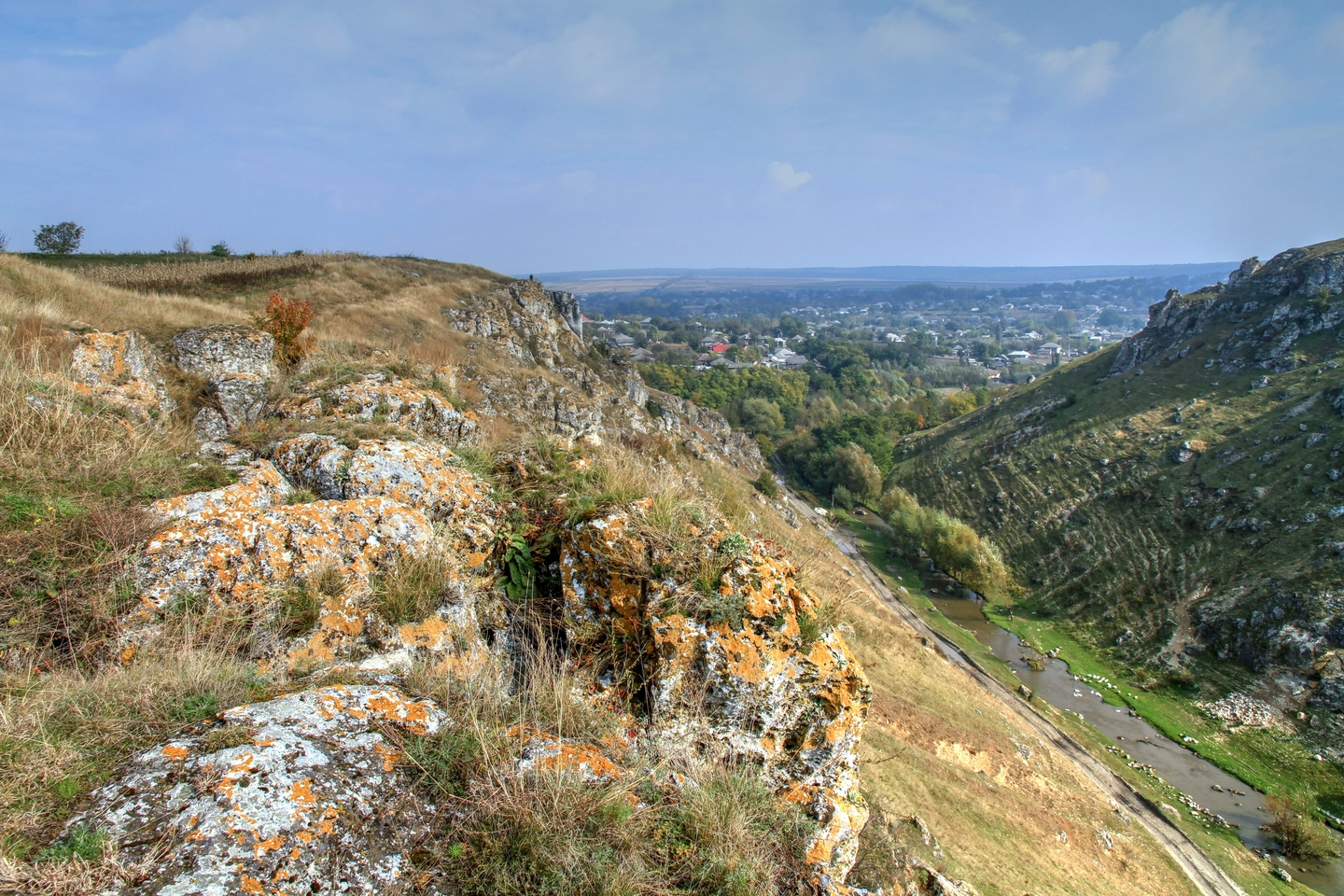
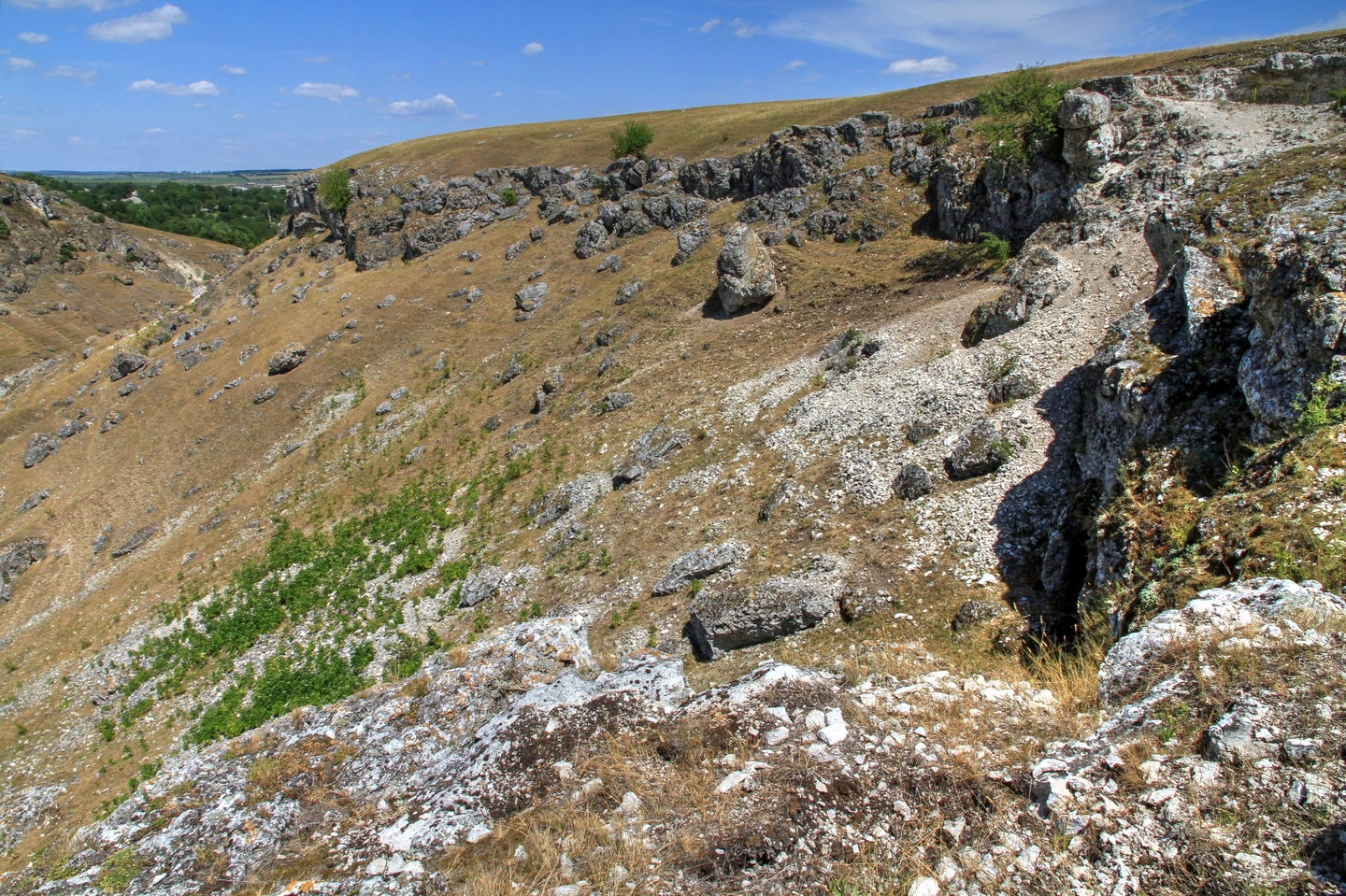
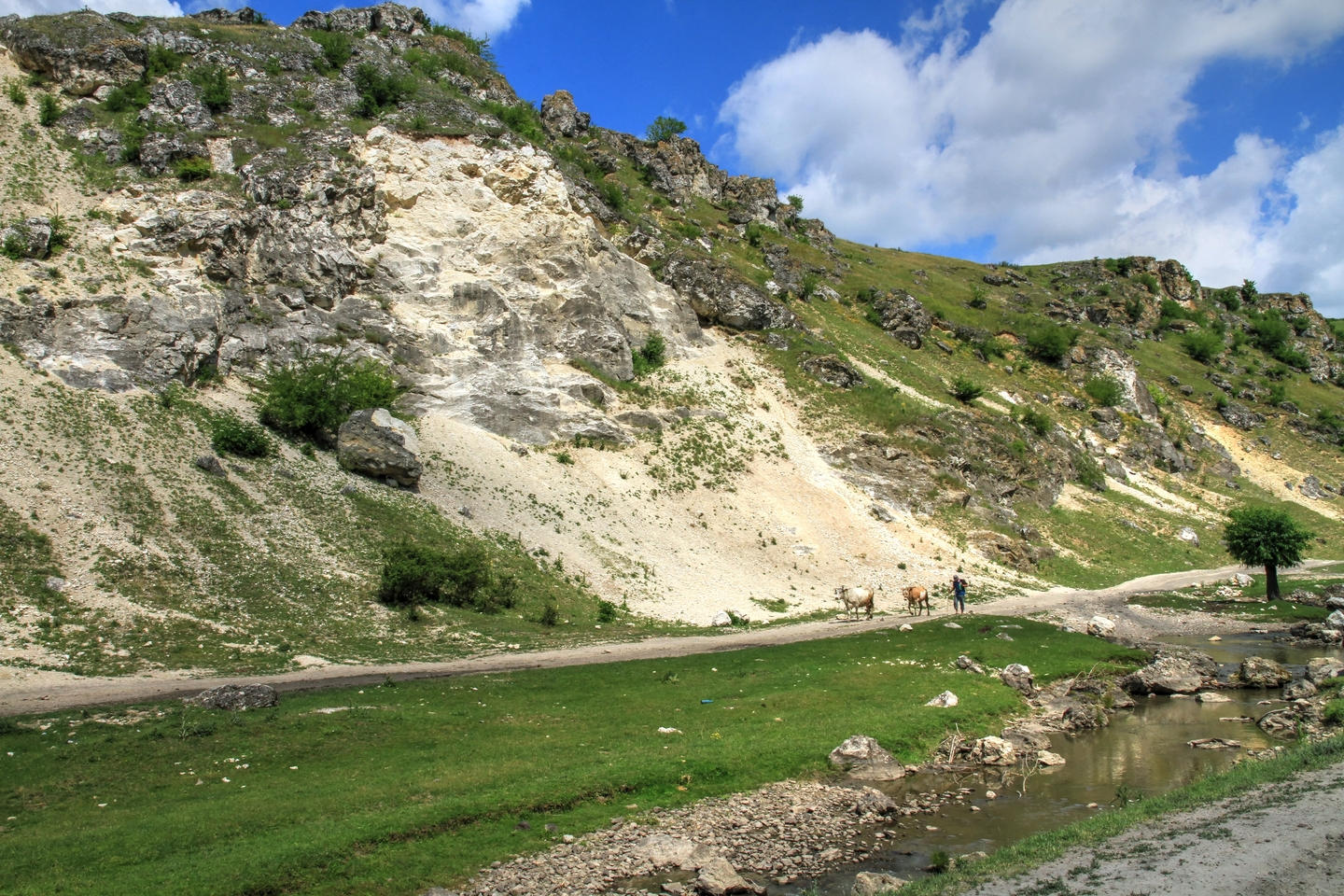